# Cat Stevens

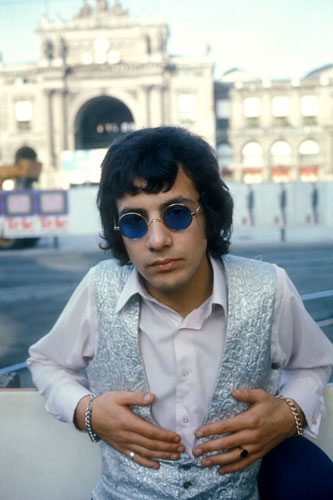
Cat Stevens (1967)

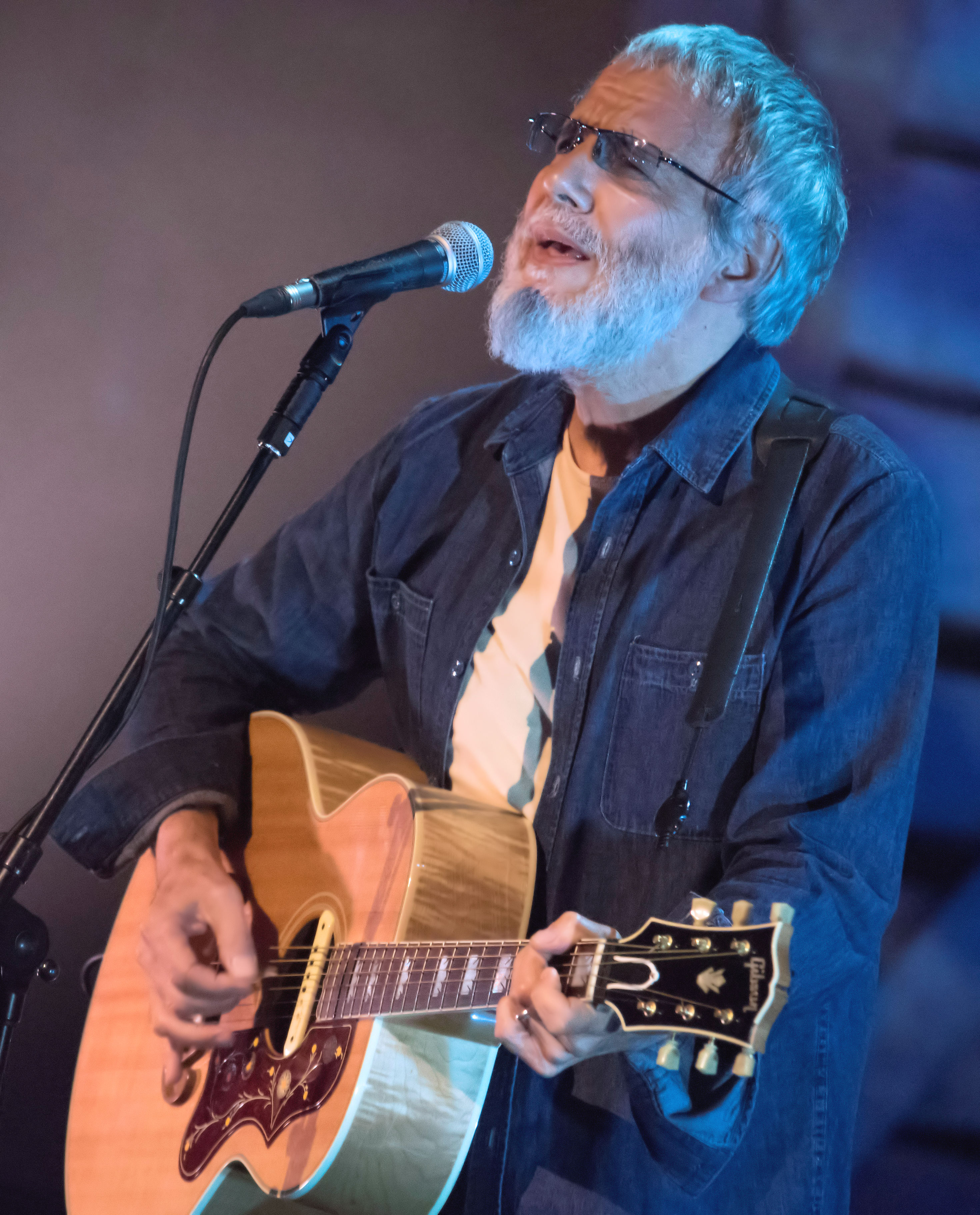
Cat Stevens / Yusuf (2015)

Cat Stevens, auch Yusuf (* 21. Juli 1948 als Steven Demetre Georgiou in London, seit 1978 bürgerlich Yusuf Islam), ist ein britischer Sänger und Songwriter. Er spielt Gitarre und Klavier und wird musikalisch dem Folkrock zugerechnet. Zu seinen bekanntesten Veröffentlichungen zählen Matthew & Son (1966), Lady D’Arbanville, Father and Son (beide 1970), Wild World, Moonshadow und Morning Has Broken (alle 1971). Er hat mehr als 100 Millionen Tonträger verkauft.

## Leben
Georgiou wuchs als Sohn des Zyperngriechen Stavros Georgiou (1900–1978) und der Schwedin Ingrid Wickman (1915–1989) im Londoner Stadtteil Soho auf, wo sein Vater das Restaurant Moulin Rouge besaß. Heute lebt er mit seiner Familie in London und in Dubai.

### Karriere als Cat Stevens

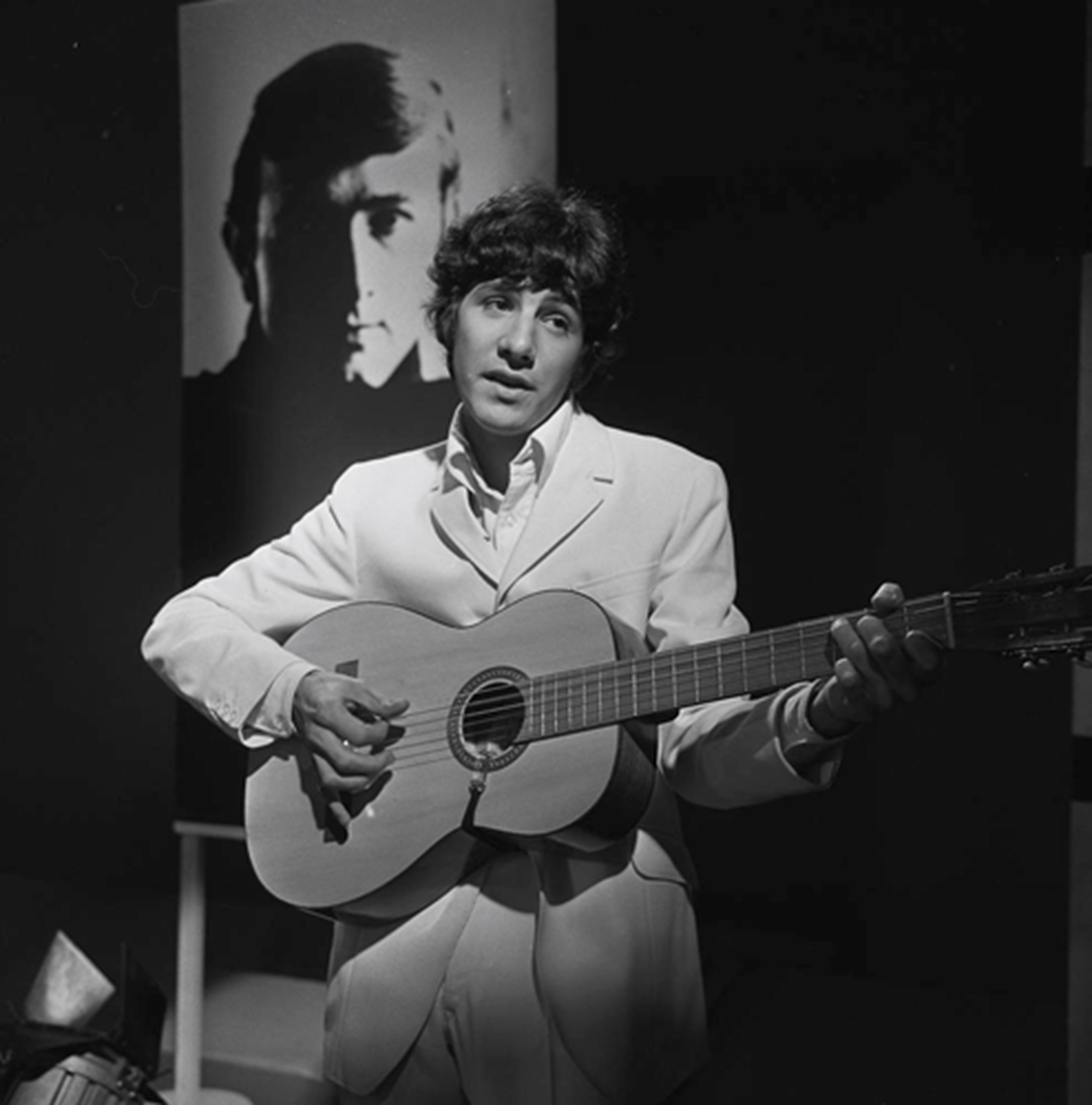
Cat Stevens (1966)

Zu Beginn seiner Karriere spielte er in Cafés und Kneipen. Er hatte zunächst versucht, eine Band zu gründen, entschied sich dann aber, solo zu arbeiten. Da er nicht glaubte, dass sein Geburtsname einem breiten Publikum zugänglich sein würde, trat er zunächst als „Steve Adams“ auf und wählte dann den Künstlernamen „Cat“, nachdem eine Freundin gesagt hatte, er habe die Augen einer Katze, und „Stevens“ als Ableitung seines Vornamens. Er sagte dazu:

„Ich konnte mir nicht vorstellen, dass jemand in den Plattenladen geht, um nach dem Steven-Demetre-Georgiou-Album zu fragen. Und in England und sicher auch in Amerika liebt man Tiere.“

1966 kam er mit dem Produzenten und Manager Mike Hurst in Kontakt, der ihm einen Plattenvertrag mit Deram Records vermittelte. Die erste Single I Love My Dog wurde ein Achtungserfolg in den Top 30, die beiden Nachfolgesingles Matthew & Son und I’m Gonna Get Me a Gun waren Top-Ten-Hits. The Tremeloes coverten den Titel Here Comes My Baby seines Debütalbums Matthew & Son (März 1967) und erreichten damit Platz 4 der britischen Charts. 1967 tourte Cat Stevens mit verschiedenen Künstlern wie Engelbert Humperdinck, The Walker Brothers und Jimi Hendrix. Sein zweites Album New Masters, das im Dezember 1967 veröffentlicht wurde, platzierte sich nicht in den Charts, obwohl ein Titel daraus, The First Cut Is the Deepest, von P. P. Arnold und später auch von weiteren Künstlern erfolgreich gecovert wurde.
Anfang 1968 erkrankte Cat Stevens schwer an Tuberkulose. Er verbrachte drei Monate im Krankenhaus und brauchte weitere neun Monate zur Genesung. In dieser Zeit schrieb er viele Lieder, die auf seinen nächsten Alben erschienen. Er beschäftigte sich mit Religion und Meditationstechniken und veränderte 1969 sein Äußeres, indem er sich einen Vollbart zulegte. Im selben Jahr begann er, regelmäßig mit akustischer Gitarre aufzutreten.
Da auch seine folgenden Singles kommerziell nicht erfolgreich waren und er mit der Orchestrierung seiner Lieder durch Mike Hurst nicht mehr zufrieden war, wurde sein Plattenvertrag nicht verlängert. 1969 unterschrieb er einen neuen Vertrag bei Island Records in Europa und 1970 einen bei A&M Records in den Vereinigten Staaten. Chris Blackwell, Chef von Island Records, versprach ihm weitreichende künstlerische Freiheiten. Als neuer Produzent wurde der frühere Yardbirds-Musiker Paul Samwell-Smith verpflichtet, der Alun Davies als Studiomusiker hinzuzog. Dieser ergänzte sich mit Cat Stevens so gut, dass er bis 1978 und erneut ab 2006 mit ihm zusammenarbeitete.
Um 1970 hatte er eine kurze Affäre mit der Sängerin Carly Simon und inspirierte sie zu ihrem ersten Hit That’s the Way I’ve Always Heard It Should Be.
Im April 1970 erschien die Single Lady D’Arbanville, in der er seine zerbrochene Beziehung mit Patti D’Arbanville verarbeitete. Damit erreichte Cat Stevens erstmals wieder die Top Ten in Großbritannien, wobei er sich musikalisch, wie auch auf dem Album Mona Bone Jakon (Mai 1970), deutlich von seinen ersten beiden Alben unterschied. Mona Bone Jakon ist eher Folkrock- und nicht rein pop-orientiert und wies damit den künstlerischen Weg der beiden kommenden Alben.
Sein nächstes, im November 1970 veröffentlichtes Album Tea for the Tillerman brachte den endgültigen künstlerischen und kommerziellen Durchbruch. Das Album enthält die Titel Where Do the Children Play, Hard-Headed Woman, Wild World sowie Father and Son, die häufig im Radio gespielt wurden und Cat Stevens zunehmend populär machten. 1971 zeichnete er für den Soundtrack des Films Harold und Maude verantwortlich, für den er die beiden Lieder Don’t Be Shy und If You Want to Sing Out, Sing Out komponierte, die erst 1984 (in Deutschland schon 1981) zu kaufen waren. Das Soundtrackalbum zu Harold und Maude erschien erst 36 Jahre später.
Im September 1971 kam das Album Teaser and the Firecat heraus, das wie sein Vorgänger viele bekannte Titel wie Tuesday’s Dead, The Wind, Rubylove, Moonshadow, Peace Train und Morning Has Broken enthält, mit denen Cat Stevens seinen internationalen Erfolg festigte. Anschließend folgte eine Tournee durch die Vereinigten Staaten. Im September 1972 erschien sein erstes Nummer-eins-Album in den Vereinigten Staaten, Catch Bull at Four mit Sitting und Can’t Keep It In, das weniger akustisch klingt.
Zwischen August und November 1972 führte ihn eine Tournee unter dem Titel Moonshadow-Tour durch Australien, Japan und die Vereinigten Staaten. 1973 veröffentlichte er auf Jamaika in einem mehr soulorientierten Sound mit Begleitmusikern das Album Foreigner. Im August 1974 verließ er Großbritannien aus steuerlichen Gründen, ließ sich in Brasilien nieder und kehrte offiziell erst im September 1979 in seine Heimat zurück.

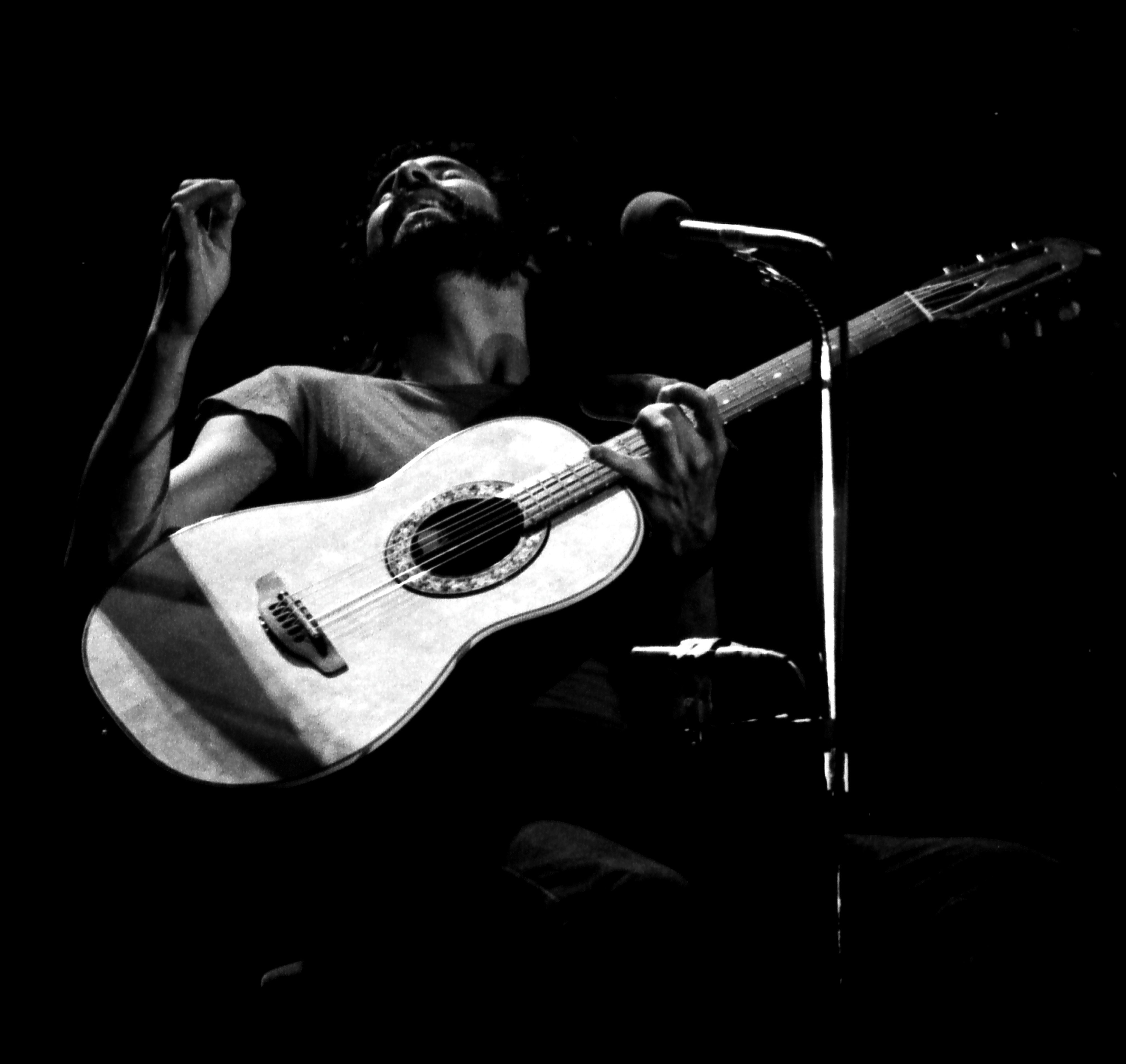
Cat Stevens (1976)

Das Album Buddha and the Chocolate Box (mit Oh Very Young und Ready), das im März 1974 veröffentlicht wurde, war musikalisch eher eine Rückkehr zu Tea for the Tillerman und Teaser and the Firecat – auch Alun Davies war wieder als Gitarrist und Hintergrundsänger dabei. Es folgte zwischen März und Juli 1974 eine ausverkaufte Welttournee, genannt Bamboozle Tour. Im Juli 1975 erschien sein erstes, sehr erfolgreiches Greatest-Hits-Album, aus dem die Titel Two Fine People und Another Saturday Night als Singles ausgekoppelt wurden.
Im November folgte das weniger erfolgreiche Konzeptalbum Numbers (A Pythagorean Theory Tale), das in Kanada aufgenommen worden war. Die sich im November 1975 anschließende Welttournee The Majikat Earth Tour brach er im Juni 1976 in Griechenland wegen nicht ausreichend ausverkaufter Hallen ab. Eine Konzertaufnahme dieser Tour erschien 2004 auf der DVD Majikat. Im Mai 1977 wurde das Album Izitso mit (Remember the Days of the) Old Schoolyard veröffentlicht, das in den Vereinigten Staaten und Dänemark ohne Alun Davies aufgenommen worden war.

### Hinwendung zum Islam und musikalische Pause

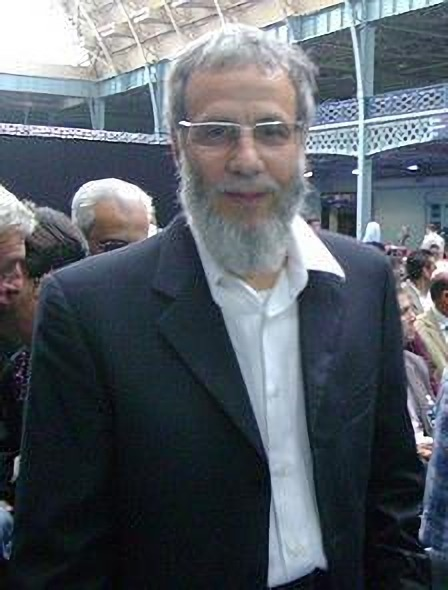
Yusuf (2008)

1975 wäre er vor Malibu (Kalifornien) laut eigenen Angaben beinahe ertrunken und bezeichnete es als Gottesfügung, dass ihn eine Welle wieder ans Ufer getragen habe. Am 30. Dezember 1977 legte er seinen Künstlernamen Cat Stevens ab. Zuvor hatte ihm sein Bruder David Gordon einen Koran geschenkt, der seinen Worten zufolge sein Leben völlig verändert habe. Nachdem er im Dezember 1977 zum Islam konvertiert war, änderte er seinen Namen am 4. Juli 1978 in Yusuf Islam und verzichtete vorerst darauf, weitere Tonträger zu veröffentlichen. Vor diesem erheblichen Einschnitt war ihm seine Musik das Wichtigste gewesen. Den dazugehörigen Ruhm sowie den Rummel um seine Person hatte er nach eigenem Bekunden stets abgelehnt.
Aus vertraglichen Gründen veröffentlichte er im Dezember 1978 bei Island/A&M Records noch ein Album als Cat Stevens. Dieses Album trug den Titel Back to Earth; dabei wirkten wieder Alun Davies als Gitarrist und Mitkomponist bei zwei Liedern sowie Paul Samwell-Smith als Koproduzent mit. Seinen vorläufig letzten Auftritt als Popstar hatte er am 22. November 1979 beim Benefiz-Konzert Year of the Child. Am 7. September 1979 heiratete er Fauzia Ali, im Laufe der Jahre wurde er sechsfacher Vater.
Nach einem Besuch 1986 in Peschawar, wo er sich mit der Situation der afghanischen Flüchtlinge vertraut machte, begann er eine Zusammenarbeit mit Abdallah Azzam, dem Dschihadisten und Mentor Osama bin Ladens. Das Magazin al-Jihad veröffentlichte Werbung für Stevens’ Hilfsorganisation, und Azzams Dienstleistungsbüro produzierte und veröffentlichte von ihm gesungene Dschihad-Hymnen.

### Musikalischer Neubeginn als Yusuf Islam
Erst 1995 begann er wieder, in bescheidenem Umfang eigene Musik zu veröffentlichen, die sich als islamische Musik ohne Gitarrenbegleitung (nur Gesang mit Perkussions) jedoch deutlich von seinen früheren Werken unterschied. In dieser Zeit lehnte er die Gitarre ab, da sie seinen Angaben zufolge als „westliches Instrument“ nicht zu seiner religiösen Einstellung passte. Doch sein Sohn brachte ihn schließlich dazu, wieder Gitarre zu spielen.
Anfang 1997 war er als Yusuf bei einem Konzert in Sarajevo erstmals nach 17 Jahren wieder auf einer öffentlichen Bühne zu sehen. Mit der Wohltätigkeits-CD I Have No Cannons That Roar unterstützte er 1998 den Wiederaufbau Bosnien-Herzegowinas. Im Jahr 2000 veröffentlichte er das Kinderalbum A Is for Allah. Drei Jahre später nahm er Peace Train für eine Sammel-CD neu auf und trat damit im November 2003 beim ersten von der Nelson Mandela Foundation organisierten 46664-Konzert zusammen mit Peter Gabriel im Kapstadt-Stadion auf. Dort sangen sie unter anderem auch Stevens’ Song Wild World.

### Karriere als Yusuf
2004 tauchte er erstmals wieder als Yusuf in den Pop-Charts auf, nachdem der Cat-Stevens-Song Father and Son in einem Duett mit dem irischen Sänger Ronan Keating neu aufgenommen worden war. Im März 2005 erschien der Titel Indian Ocean als Download-Single, deren Erlös den Opfern des Tsunamis 2004 zugutekam. Musikalisch war dieser Titel eine Anknüpfung an die frühere, 1978 beendete Karriere unter dem Künstlernamen Cat Stevens. Im Mai 2005 trat er in Neuss bei einer Benefiz-Veranstaltung gegen Landminen auf und sang im Duett mit Paul McCartney das Lied Let It Be. Im November 2006 veröffentlichte er als Yusuf nach fast 28 Jahren mit An Other Cup wieder ein Album mit überwiegend neuen Songs. Dessen Name ist eine Anspielung auf sein 1970 erschienenes Album Tea for the Tillerman, auf dessen Cover auch eine Tasse abgebildet ist. Dem Künstler zufolge sollte ein Teil der Erlöse wohltätigen Zwecken zugutekommen. Im Juli 2007 hatte er im Rahmen des Konzerts Live Earth im Hamburger Volksparkstadion einen weiteren kurzen Auftritt. Im März 2007 erhielt er den Echo-Sonderpreis für sein Lebenswerk als Musiker und Botschafter zwischen den Kulturen.
Im Februar 2007 erschien das erste Album seines Sohnes Muhammad Islam unter dem Pseudonym Yoriyos, Bury My Heart at Wounded Knee, bei dem auch Yusuf mitwirkte und dem deutlich Einflüsse der Folkmusiker und Singer-Songwriter der 1960er und 1970er Jahre (u. a. seines Vaters) zu entnehmen sind. Im Oktober 2008 unterstützte Yusuf die Menschenrechtsorganisation Survival International mit dem Titel Edge of Existence. Im Januar 2009 veröffentlichte er mit Klaus Voormann den George-Harrison-Titel The Day the World Gets Round als Download-Single, deren Erlöse Kindern im Gazastreifen zukamen. Dieser und ein weiterer von Yusuf gesungener Harrison-Titel, All Things Must Pass, erschienen im Juli 2009 auf dem Album A Sideman’s Journey von Voormann & Friends. Im Mai 2009 wurde Yusufs zweites Album, Roadsinger – To Warm You Through the Night, veröffentlicht.
Im April 2009 trat er im Bayerischen Rundfunk auf, von November bis Dezember folgte eine kurze Tournee (die erste seit 1976) durch Großbritannien und Irland. Eine weitere Tournee folgte im Juni und Juli 2010 durch Australien und Neuseeland. Im März 2011 veröffentlichte er die Gratis-Download-Single My People, die sich mit den gesellschaftlichen und politischen Veränderungen in der arabischen Welt Anfang 2011 auseinandersetzt; von Mai bis Juni 2011 war er auf Europatournee. Im Oktober 2014 erschien das zum größten Teil von Rick Rubin produzierte Album Tell ’em I’m gone, das fünf Coverversionen (u. a. Big Boss Man von Luther Dixon und Al Smith, The Devil Came From Kansas von Procol Harum und Dying To Live von Edgar Winter) und fünf eigene Kompositionen enthält. Das London-Konzert seiner Tour Peace Train … late again war in drei Minuten ausverkauft. Auf dieser Tournee gab er auch Konzerte in Berlin, Düsseldorf und Hamburg. Dabei verwendete er, wie auch auf seiner Website, die Künstlernamen Cat Stevens/Yusuf gleichrangig.

### Soziales Engagement
Stevens engagiert sich in Hilfsprojekten unter dem Dach der Vereinten Nationen im Kosovo, im Irak, aber auch in seiner Heimatstadt London. So gründete er neben weiteren muslimischen Schulen 1983 in London die Grundschule Islamia, die 1988 als erste muslimische Schule in Großbritannien von der Regierung unterstützt wurde. Nach den Londoner Bombenanschlägen im Juli 2005 wurde er in ein Beraterteam der britischen Regierung berufen, um bei der Bekämpfung des islamischen Extremismus mitzuwirken.

### Kontroversen und Kritik
In einer BBC-Fernsehdiskussion unterstützte Stevens 1989 die Fatwa des iranischen Revolutionsführers Ajatollah Chomeini, die den Schriftsteller Salman Rushdie wegen seines Romans Die satanischen Verse zum Tode verurteilte. Auf Nachfrage des Talkshow-Gastgebers und Kronanwalts Geoffrey Robertson bestätigte er mit „Yes – Yes!“, dass Rushdie es seiner Ansicht nach „verdiene ... zu sterben“. Er, Yusuf, habe allerdings „nicht notwendigerweise“ die Verpflichtung, Rushdie zu töten, „es sei denn, wir befinden uns in einem islamischen Land und ein Befehl eines Richters oder einer staatlichen Stelle gäbe mir den Auftrag zu solch einer Tat – dann vielleicht, ja!“ Auf die Frage, ob er sich an der symbolischen In-effigie-Verbrennung Rushdies beteiligen würde, antwortete er: “I would have hoped that it’d be the real thing”, übersetzt: „Ich hätte gehofft, dass die Sache echt wäre.“ – er wollte Rushdie selbst brennen sehen. Er gab an, eine Briefaktion gegen Rushdies Buch mitgetragen, seine Ermordung allerdings nie befürwortet zu haben. Später distanzierte er sich erneut von dem Mordaufruf.
In einem Interview 1996 mit der Berliner Zeitung antwortete er auf die Frage, was er davon halte, dass auf eine Meinungsäußerung die Todesstrafe stehe: „Niemand wird im Islam dafür bestraft, dass er sagt, er glaubt nicht. Gut, dann glaubt er eben nicht. Wenn jemand aber Blasphemie betreibt, dann bedeutet das, dass er kein einziges Gesetz mehr achtet, und dann muss er dementsprechend bestraft werden. Schon bei Jesus stand auf Gotteslästerung Steinigung.“ Gleichzeitig nannte er seine Weigerung, Frauen die Hand zu geben, „ein Detail, über das sich viel zu sehr aufgeregt wird“. In diesem Interview antwortete er auf die Frage, ob er Homosexualität als Ausdruck von Werteverlust sehe: „Es ist eine Sünde.“
2000 verweigerte Israel ihm die Einreise und schob ihn ab, weil er 1988 mehrere Zehntausend Dollar an die Terror-Organisation Hamas gespendet habe. Weil er nun auf einer Liste von Terrorverdächtigen stand, verweigerten ihm im September 2004 auch die Vereinigten Staaten die Einreise. In einem Interview mit Larry King von CNN sagte er, seiner Meinung nach beruhe die Einreiseverweigerung auf einem Irrtum. Der FBI-Beamte, der ihn verhört hatte, habe den Namen „Yusuf“ falsch buchstabiert, weshalb er glaube, dass der eigentliche Terrorverdächtige ein Namensvetter mit anders geschriebenem Vornamen sei und die US-amerikanischen Behörden diesen Irrtum nun nicht zugeben wollten. Auf seiner ehemaligen Webseite nahm der Künstler selbst zu diversen Kontroversen Stellung, unter anderem zu Salman Rushdie, zum Thema Unterstützung des Terrorismus und zu seinem Verhältnis zu (unverschleierten) Frauen.
Im Oktober 2007 wurde der Musiker als „Grenzgänger“ bezeichnet, der „nach seiner rastlosen Zeit als Cat Stevens und der radikalen Frühkonvertitenzeit als Mr. Islam nun in ruhigeres Fahrwasser gelangt“ sei. Als vormals „muslimischer Heißsporn und antisemitischer Scharfmacher“ habe er sich ein zweites Mal gewandelt. Wie es dazu kam, sei „schwer zu sagen“ und an einem Bekenntnis zu früher vertretenen Positionen mangele es.

„Wahrscheinlich wäre es ehrlicher, sich zu seiner früheren Radikalität zu bekennen, statt nun so zu tun, als habe er niemals mit der Fatwa gegen Rushdie sympathisiert oder irgendetwas mit islamistischen Gruppen zu tun gehabt. Stattdessen bemüht er sich, die Erinnerung daran durch karitatives und friedliches Engagement vergessen zu machen. »Tätige Reue« würden Juristen dies wohl nennen.“

### Ehrungen
- 2003 wurde er mit dem World Social Award ausgezeichnet.
- 2004 erhielt er den Man for Peace Award, der durch ein Komitee von Friedensnobelpreisträgern verliehen wird.[17][29][30]
- 2005 wurde er für sein soziales Engagement und seine humanitären Hilfsmaßnahmen zum Ehrendoktor der Universität von Gloucestershire ernannt.[17][30]
- 2007 erhielt er einen Echo für sein Lebenswerk. Er bekam ihn als Sonderpreis und wurde als „Botschafter zwischen den Kulturen“ ausgezeichnet.
- 2009 wurde er als Ehrenpreisträger mit dem Deutschen Nachhaltigkeitspreis für sein humanitäres Engagement ausgezeichnet.
- 2014 wurde er in die Rock and Roll Hall of Fame aufgenommen.[31]

## Diskografie
Studioalben

| Jahr | Titel Musiklabel                                                            | Höchstplatzierung, Gesamtwochen/‑monate, AuszeichnungChartplatzierungen (Jahr, Titel, Musiklabel, Platzierungen, Wochen/Monate, Auszeichnungen, Anmerkungen) | Höchstplatzierung, Gesamtwochen/‑monate, AuszeichnungChartplatzierungen (Jahr, Titel, Musiklabel, Platzierungen, Wochen/Monate, Auszeichnungen, Anmerkungen) | Höchstplatzierung, Gesamtwochen/‑monate, AuszeichnungChartplatzierungen (Jahr, Titel, Musiklabel, Platzierungen, Wochen/Monate, Auszeichnungen, Anmerkungen) | Höchstplatzierung, Gesamtwochen/‑monate, AuszeichnungChartplatzierungen (Jahr, Titel, Musiklabel, Platzierungen, Wochen/Monate, Auszeichnungen, Anmerkungen) | Höchstplatzierung, Gesamtwochen/‑monate, AuszeichnungChartplatzierungen (Jahr, Titel, Musiklabel, Platzierungen, Wochen/Monate, Auszeichnungen, Anmerkungen) | Anmerkungen |
| Jahr | Titel Musiklabel                                                            | DE | AT | CH | UK | US | Anmerkungen |
| ---- | --------------------------------------------------------------------------- | --- | --- | --- | --- | --- | --- |
| 1967 | Matthew & Son Deram Records                                                 | — | — | — | UK7 (16 Wo.)UK | US173 (12 Wo.)US | Erstveröffentlichung: 10. März 1967 als Cat Stevens                                                                                |
| 1967 | New Masters Deram Records                                                   | — | — | — | — | — | Erstveröffentlichung: Dezember 1967 als Cat Stevens                                                                                |
| 1970 | Mona Bone Jakon Island Records                                              | DE— PlatinDE | — | — | UK63 (4 Wo.)UK | US164 Gold · (16 Wo.)US | Erstveröffentlichung: 24. April 1970 als Cat Stevens; Verkäufe: + 1.100.000                                                        |
| 1970 | Tea for the Tillerman Island Records — Tea for the Tillerman² Decca Records | DE22 Platin · (4 Wo.)DE | AT13 Gold · (2 Wo.)AT | CH45 (3 Wo.)CH | UK20 Gold · (31 Wo.) · — · 4 · (2 Wo.)UK | US8 ×3Dreifachplatin · (79 Wo.) · — · 85 · (1 Wo.)US | Erstveröffentlichung: 23. November 1970 als Cat Stevens Neuauflage: 18. September 2020 als Cat Stevens/Yusuf Verkäufe: + 3.835.000 |
| 1971 | Teaser and the Firecat Island Records                                       | DE23 Platin · (49 Wo.)DE | — | CH67 a Gold · (1 Wo.)CH | UK2 Gold · (93 Wo.)UK | US2 ×3Dreifachplatin · (67 Wo.)US | Erstveröffentlichung: 1. Oktober 1971 als Cat Stevens; Verkäufe: + 4.690.000                                                       |
| 1972 | Catch Bull at Four Island Records                                           | DE17 (8 Mt.)DE | — | — | UK2 (27 Wo.)UK | US1 Platin · (48 Wo.)US | Erstveröffentlichung: 27. September 1972 als Cat Stevens; Verkäufe: + 2.000.000                                                    |
| 1973 | Foreigner Island Records                                                    | DE18 (4 Mt.)DE | — | — | UK3 Gold · (10 Wo.)UK | US3 Gold · (43 Wo.)US | Erstveröffentlichung: 25. Juli 1973 als Cat Stevens; Verkäufe: + 600.000                                                           |
| 1974 | Buddha and the Chocolate Box Island Records                                 | DE34 (3 Mt.)DE | AT3 (3 Mt.)AT | — | UK3 Gold · (15 Wo.)UK | US2 Platin · (36 Wo.)US | Erstveröffentlichung: 21. März 1974 als Cat Stevens; Verkäufe: + 1.100.000                                                         |
| 1975 | Numbers (A Pythagorean Theory Tale) Island Records                          | DE20 (10 Mt.)DE | — | — | — | US13 Gold · (19 Wo.)US | Erstveröffentlichung: November 1975 als Cat Stevens; Verkäufe: + 550.000                                                           |
| 1977 | Izitso Island Records                                                       | DE7 (5½ Mt.)DE | AT12 (3 Mt.)AT | — | UK18 Silber · (15 Wo.)UK | US7 Gold · (23 Wo.)US | Erstveröffentlichung: 28. Mai 1977 als Cat Stevens; Verkäufe: + 610.000                                                            |
| 1978 | Back to Earth Island Records                                                | DE32 (14 Wo.)DE | — | — | — | US33 (15 Wo.)US | Erstveröffentlichung: 3. Dezember 1978 als Cat Stevens                                                                             |
| 2006 | An Other Cup Polydor Records/Ya Records                                     | DE2 ×3Dreifachgold · (29 Wo.)DE | AT2 (16 Wo.)AT | CH14 (12 Wo.)CH | UK20 Gold · (8 Wo.)UK | US52 (11 Wo.)US | Erstveröffentlichung: 10. November 2006 als Yusuf; Verkäufe: + 400.000                                                             |
| 2009 | Roadsinger Island Records                                                   | DE9 (9 Wo.)DE | AT10 (6 Wo.)AT | CH43 (5 Wo.)CH | UK10 Silber · (7 Wo.)UK | US41 (9 Wo.)US | Erstveröffentlichung: 1. Mai 2009 als Yusuf; Verkäufe: + 60.000                                                                    |
| 2014 | Tell ’em I’m Gone Legacy Recordings                                         | DE26 (5 Wo.)DE | AT15 (5 Wo.)AT | CH39 (3 Wo.)CH | UK22 (2 Wo.)UK | US24 (2 Wo.)US | Erstveröffentlichung: 24. Oktober 2014 als Yusuf                                                                                   |
| 2017 | The Laughing Apple Decca Records                                            | DE4 (8 Wo.)DE | AT26 (2 Wo.)AT | CH33 (2 Wo.)CH | UK23 (1 Wo.)UK | US20 (2 Wo.)US | Erstveröffentlichung: 15. September 2017 als Cat Stevens/Yusuf                                                                     |
| 2023 | King of a Land BMG Rights Management                                        | DE10 (3 Wo.)DE | AT32 (1 Wo.)AT | CH32 (2 Wo.)CH | UK49 (2 Wo.)UK | — | Erstveröffentlichung: 16. Juni 2023 als Cat Stevens/Yusuf                                                                          |

grau schraffiert: keine Chartdaten aus diesem Jahr verfügbar